# Nobilum
Nobilum is een geslacht van kreeftachtigen uit de klasse van de Malacostraca (hogere kreeftachtigen).

## Soort
- Nobilum histrio (Nobili, 1903)